# Любен Корнезов
Любен Андонов Корнезов е български юрист и политик.

## Биография
Роден е на 3 януари 1947 г. в град Ямбол. Баща му Андон Корнезов има малка работилница в града и изработва сам един от първите самоделни автомобили в града. Майка му Венета е домакиня. Има по-голям брат Цветан и по-малка сестра Лазура.
Завършва гимназия в родния си град през 1965 г. През периода 1965 – 1967 г. отбива редовната си военна служба във ВМФ-Варна, след което две години е работник в завод „Ямболен“ и строителството. Приет е за редовен студент през 1969 г. и завършва висшето си образование в Юридическия факултет на Софийския университет „Св. Климент Охридски“ през 1973 г., след което преминава през всички стъпки на съдебната йерархия. От 1977 г. е член на Българската комунистическа партия, след 1990 г. продължава членството си в Българската социалистическа партия. За член на Висшия съвет на БСП е избран през декември 1996 г.

## В съдебната система
От 1975 г. до 1981 г. е съдия в Ямболски районен съд, а от 1981 г. до 1983 г. изпълнява длъжността съдия в Ямболския окръжен съд. В периода 1983 – 1986 г. е председател на Търговищки окръжен съд, а от 1986 – 1990 г. на Ямболския окръжен съд. През 1991 г. е избран за съдия в първия състав на Конституционния съд.
След смъртта му, в знак на признателност е положена паметна плоча в Окръжен съд Ямбол по инициатива на съдиите и правната общност в града. Съдебна зала №3 носи името на проф. Корнезов.

## В науката
В периода 1983 – 1986 г. е аспирант по граждански процес в Юридически факултет на СУ „Св. Климент Охридски“. От 1988 г. е кандидат на юридическите науки (т. нар. „малък доктор“, съответства на доктор по право). През 2002 г. става професор по граждански процес.
Преподава гражданскопроцесуално право в Юридическия факултет на УНСС, гр. София, както и в Югозападния университет „Неофит Рилски“, гр. Благоевград.
Проф. Любен Корнезов е автор на 17 книги и монографии и над 350 статии. За научния му принос в областта на гражданския процес свидетелстват редица негови публикации и книги, които и до днес остават водещи и реферетни в областта, като например монографиите „Неправилното съдебно решение“, „Казуси по гражданско съдопроизводство“, „Същност и принципи на гражданското съдопроизводство“, „Бързо производство в гражданския процес“, „Конституционни основи на гражданското съдопроизводство“, „Въззив и касация“, както и монументалният му труд, издаден в два тома, „Гражданско съдопроизводство“.

## В политиката
Професор Любен Корнезов е един от най-видните български парламентаристи, конституционалисти и политици от края на XX и началото на XXI век. Една от знаковите личности на БСП и на българската левица. Известен със своята принципност, честност и професионализъм, той се налага като един от най-опитните парламентаристи, уважаван от всички политически партии.
През 1990 г. е избран за депутат в VII велико народно събрание като мажоритарен кандидат от град Ямбол, където печели изборите на първи тур. Във Великото народно събрание е избран за заместник-председател на Парламентарната група на БСП и заместник-председател на Комисията по изработването на Конституцията. Сочен за един от бащите на българската Конституция от 1991 г., той има водеща роля в написването и приемането ѝ.
През 1995 г. е назначен за заместник-министър на правосъдието и заема този пост до февруари 1997 г. За член на Висшия съвет на БСП е избран през декември 1996 г.
Любен Корнезов е депутат в XXXVIII народно събрание от Ямбол, където е заместник-председател на Парламентарната група на Демократичната левица. През ноември 2000 г. е избран за заместник-председател на НС.
На проведените на 17 юни 2001 г. парламентарни избори за XXXIX НС Любен Корнезов отново е избран за депутат от Ямбол. От 5 юли 2001 г. той е заместник-председател на ПГ на Коалиция за България. От 15 октомври 2003 г. е заместник-председател на НС.Председател на Комисията по жалбите и петициите на гражданите.
На проведените на 25 юни 2005 г. Любен Корнезов е избран за депутат в XL народно събрание от 1 МИР – Благоевград от листата на Коалиция „За България“ и става заместник-председател на Народното събрание. Член на Комисията по правни въпроси. Председател на Временната комисия по Правилника за организацията и дейността на Народното събрание и на Временната комисия за подготовка на предложения за промени в Конституцията на Република България.
Народен представител в XLI народно събрание (14.07.2009 – 15.03.2013) от „Коалиция за България“ от избирателен район: 24-СОФИЯ 2. Заместник-председател на Комисията по правни въпроси и на Временната комисия за подготовка на предложения за промени в Конституцията на Република България.
Известен със своето тънко чувство за хумор, той остава в аналите на българския парламентаризъм с множество речи, произнесени от парламентарната трибуна, със своята мащабна законодателна дейност, както и с компетентното председателстване на заседанията на Народното събрание. Сред множеството законопроекти, които внася, популярност придобиват предложенията му за приемане на закон за узаконяване на евтаназията в България през 2011 г., и на закон за българския език през 2012 г., които не се приемат.

## Личен живот и смърт
Женен е за Бояна Корнезова. От брака им имат две деца. Дъщеря му Десислава Корнезова е съдия в Административен съд София град. Синът му Александър Корнезов (р. 1978 г.) е доктор на юридическите науки и доцент по право на Европейския съюз, съдия в Общия съд на Европейския съюз. През 2019 г. е избран за председател на съдебен състав в Общия съд на Европейския съюз.
Любен Корнезов умира на 72 години на 30 ноември 2019 г. в София.